# 息焉堂
息焉堂，原稱聖母升天堂，是上海市长宁区的一座天主教堂，位上海动物园北侧。

## 历史
1929年，何理忠、章显庭、朱孔家、马相伯等人发起，始建於1931年，占地63亩，为天主教息焉公墓教堂，北面有一钟楼，設計者邬达克是1920年代和1930年代在上海的匈牙利籍斯洛伐克著名建筑师，本教堂是中國大陸少有的拜占庭式教堂，希腊十字平面。
文化大革命期間，教堂和墓地被充公，改为新泾中学校舍及动物园仓库。1994年被列為上海市優秀歷史建築。2008年教堂被發還天主教上海教區，但墓地仍為上海動物園的一部份。2014年被列为上海市文物保护单位。